# Fredrik Oldrup Jensen
Fredrik Oldrup Jensen (Porsgrunn, 18 maggio 1993) è un calciatore norvegese, centrocampista del NAC Breda.

## Biografia
Nato a Porsgrunn, è trasferito a Skien all'età di sei anni.

## Caratteristiche tecniche
È un centrocampista tecnicamente valido, dotato di buona visione del gioco.

## Carriera

### Club
Oldrup Jensen cominciò la carriera professionistica con la maglia dell'Odd. Prima dell'inizio del campionato 2012, fu aggregato alla prima squadra e scelse la maglia numero 20. Esordì nell'Eliteserien in data 9 aprile 2012, subentrando a Simen Brenne nella vittoria casalinga per 2-0 sul Lillestrøm. Il 18 settembre, rinnovò il contratto che lo legava all'Odd fino al 2015. Il 3 agosto 2013, realizzò la prima rete nella massima divisione norvegese, sancendo il successo per 0-1 sul campo dello Start.
Il 2 marzo 2017 ha rinnovato il contratto che lo legava al club fino al 31 dicembre 2018.
Il 25 luglio 2017 è stato ceduto a titolo definitivo ai belgi dello Zulte Waregem, a cui si è legato con un contratto quadriennale. Il 10 agosto 2018 è passato agli svedesi dell'IFK Göteborg con la formula del prestito. Nonostante un'opzione di acquisto da parte dei biancoblu, la società a fine campionato ha deciso di non esercitare questa possibilità.
L'8 febbraio 2019 ha fatto ritorno all'Odd, sempre con la formula del prestito.
Il 14 febbraio 2020 ha firmato un contratto con il Vålerenga, legandosi con un accordo biennale. Il 14 maggio 2021 ha prolungato l'accordo con il club, fino al 31 dicembre 2023.
Il 16 gennaio 2024 ha firmato un contratto per il successivo anno e mezzo con gli olandesi del NAC Breda.

### Nazionale
Il 7 marzo 2013, fu incluso tra i convocati della "nuova" Nazionale Under-21 norvegese, che sarebbe stata guidata ad interim da Trond Nordsteien fino all'estate seguente, mentre Tor Ole Skullerud avrebbe preparato quella "vecchia" per il campionato europeo di categoria: la formazione scandinava avrebbe affrontato la Scozia e la Danimarca. Il 21 marzo, così, Oldrup Jensen fu schierato titolare nella vittoria per 1-3 sulla Scozia. Il 15 novembre 2013, invece, giocò la terza partita in Under-21: fu titolare nella sconfitta per 4-1 contro Israele, partita valida per le qualificazioni al campionato europeo di categoria del 2015.

## Statistiche

### Presenze e reti nei club
Statistiche aggiornate al 16 gennaio 2024.
| Stagione         | Club             | Campionato       | Campionato | Campionato | Coppe nazionali | Coppe nazionali | Coppe nazionali | Coppe continentali | Coppe continentali | Coppe continentali | Supercoppe | Supercoppe | Supercoppe | Totale | Totale |
| Stagione         | Club             | Comp             | Pres       | Reti       | Comp            | Pres            | Reti            | Comp               | Pres               | Reti               | Comp       | Pres       | Reti       | Pres   | Reti   |
| ---------------- | ---------------- | ---------------- | ---------- | ---------- | --------------- | --------------- | --------------- | ------------------ | ------------------ | ------------------ | ---------- | ---------- | ---------- | ------ | ------ |
| 2012             | Odd              | ES               | 8          | 0          | CN              | 2               | 0               | -                  | -                  | -                  | -          | -          | -          | 10     | 0      |
| 2013             | Odd              | ES               | 29         | 1          | CN              | 1               | 0               | -                  | -                  | -                  | -          | -          | -          | 30     | 1      |
| 2014             | Odd              | ES               | 29         | 1          | CN              | 5               | 0               | -                  | -                  | -                  | -          | -          | -          | 34     | 1      |
| 2015             | Odd              | ES               | 23         | 2          | CN              | 3               | 0               | UEL                | 5                  | 0                  | -          | -          | -          | 31     | 2      |
| 2016             | Odd              | ES               | 28         | 0          | CN              | 3               | 1               | UEL                | 4                  | 0                  | -          | -          | -          | 35     | 1      |
| gen.-lug. 2017   | Odd              | ES               | 13         | 1          | CN              | 3               | 1               | UEL                | 4                  | 0                  | -          | -          | -          | 20     | 2      |
| 2017-2018        | Zulte Waregem    | PL               | 12         | 0          | CB              | 1               | 0               | UEL                | -                  | -                  | SB         | -          | -          | 13     | 0      |
| ago.-dic. 2018   | IFK Göteborg     | A                | 12         | 0          | CS              | 1               | 0               | -                  | -                  | -                  | -          | -          | -          | 13     | 0      |
| 2019             | Odd              | ES               | 23         | 1          | CN              | 1               | 0               | -                  | -                  | -                  | -          | -          | -          | 24     | 1      |
| Totale Odd       | Totale Odd       | Totale Odd       | 153        | 6          |                 | 18              | 2               |                    | 13                 | 0                  |            | -          | -          | 184    | 8      |
| 2020             | Vålerenga        | ES               | 21         | 1          | -               | -               | -               | -                  | -                  | -                  | -          | -          | -          | 21     | 1      |
| 2021             | Vålerenga        | ES               | 30         | 2          | CN              | 3               | 1               | UECL               | 2                  | 0                  | -          | -          | -          | 35     | 3      |
| 2022             | Vålerenga        | ES               | 26         | 0          | CN              | 1               | 0               | -                  | -                  | -                  | -          | -          | -          | 33     | 3      |
| 2023             | Vålerenga        | ES               | 28+2       | 0          | CN              | 6               | 1               | -                  | -                  | -                  | -          | -          | -          | 36     | 1      |
| Totale Vålerenga | Totale Vålerenga | Totale Vålerenga | 105+2      | 3+0        |                 | 10              | 2               |                    | 2                  | 0                  |            | -          | -          | 119    | 5      |
| gen.-giu. 2024   | NAC Breda        | EED              | 0          | 0          | CO              | -               | -               | -                  | -                  | -                  | -          | -          | -          | 0      | 0      |
| Totale           | Totale           | Totale           | 287+2      | 9+0        |                 | 30              | 4               |                    | 15                 | 0                  |            | -          | -          | 334    | 13     |